# Knismolagnie
La knismolagnie est le fait d'éprouver une forme de plaisir sexuel par le chatouillement. Cette pratique est parfois nommée « fétichisme des chatouilles » par ceux qui la pratiquent, bien qu'elle ne réponde pas à la définition du fétichisme sexuel. Elle ne peut être qualifiée de paraphilie au sens strict que lorsqu'elle est absolument nécessaire à l'excitation sexuelle. Les chatouilles peuvent être considérés comme un jeu érotique et faire partie des préliminaires. Elles peuvent également être une pratique intégrante du BDSM. Dans ce cas là, le plaisir éprouvé est qualifié d'algédonique.
Les traces les plus anciennes de plaisir sexuel éprouvé par des chatouilles remontent à la reine égyptienne Hatchepsout qui se faisait chatouiller les pieds par des eunuques.
La relation entre la peau et le masochisme a été mise en avant par Sigmund Freud dans Trois essais sur la théorie sexuelle où il assimile la peau à une zone érogène.  
Une personne ne peut se chatouiller elle-même mais si une deuxième personne la chatouille, ceci peut déclencher des sensations érotiques.